# 安贝尔库尔
安贝尔库尔（法語：Humbercourt，法語發音：[œ̃bɛʁkuʁ]）是法国上法蘭西大區索姆省的一个市镇，属于亚眠区。

## 地理
安贝尔库尔（50°12'37"N, 2°27'14"E）面积8.25 平方千米，位于法国上法蘭西大區索姆省，该省份为法国北部沿海省份，北起加来海峡省和北部省，西接滨海塞纳省和大西洋英吉利海峡，南至瓦兹省，东临埃纳省。
与安贝尔库尔接壤的市镇（或旧市镇、城区）包括：库勒蒙、库蒂雷勒、叙圣莱热、瓦尔吕泽勒、吕舍。

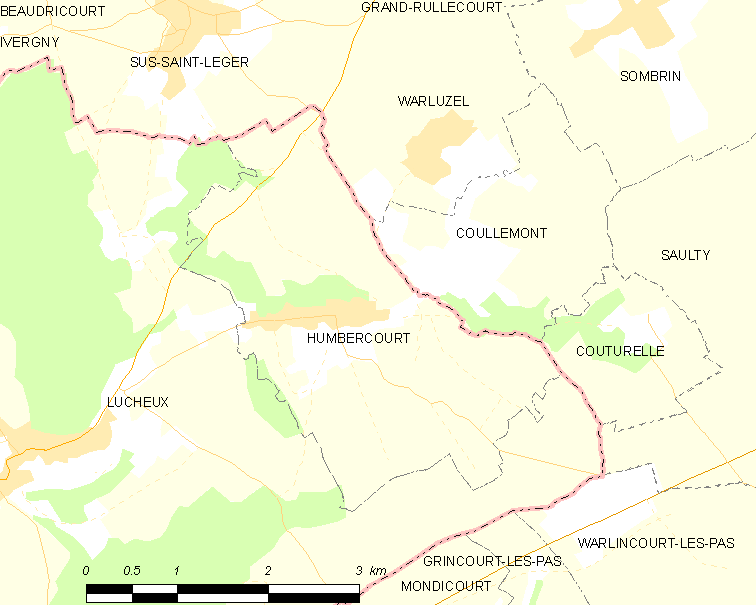
安贝尔库尔的OSM定位图

安贝尔库尔的时区为UTC+01:00、UTC+02:00（夏令时）。

## 行政
安贝尔库尔的邮政编码为80600，INSEE市镇编码为80445。

## 政治
安贝尔库尔所属的省级选区为杜朗县。

## 人口

1962-2008年间安贝尔库尔人口变化图示

安贝尔库尔于2022年1月1日时的人口数量为253人。